# Vir (municipalité)
Pour les articles homonymes, voir Vir (homonymie).
Vir est un village et une municipalité située sur l'île de Vir, dans le comitat de Zadar, en Croatie. Au recensement de 2001, la municipalité comptait 1 608 habitants, dont 95,46 % de Croates et le village seul comptait 1 608 habitants.

## Points d'intérêt
Le centre-ville est commerçant et à proximité on trouve des plages de galets et de sable (Sapavac), les ruines d'un château au bord de l'eau, le Kastelina. Le côté de l'île en face de l'île de Pag et de la chaîne des montagnes du Velebit est plus résidentiel.
Au nord de l'Ile on trouve des criques de terre rouge et des chemins de randonnée à l'est, à l'ouest il existe un ancien phare au bord de la mer sur Put Lanterna.
Vir se situe à 30 kilomètres de Zadar et 10 kilomètres de la ville fortifiée de Nin.

## Localités
La municipalité de Vir ne compte qu'une seule localité, Vir.
Vir est également composée de plusieurs quartiers, les rues ont pour nom le nom de leur quartier suivi d'un chiffre :
Bobovik ( Quartier ) - Bobovik XXI ( Rue ).